# 22. letalska baza (Poljska)
Koordinati:   54°01′36″N, 19°08′11″E
22. letalska baza (poljsko 22. Baza Lotnicza) je ena izmed letalskih baz Poljskega vojnega letalstva. Nahaja se vzhodno od Malbork, blizu vasi Królewo Malborskie. 

## Zgodovina
Baza je bila uradno ustanovljena 1. januarja 2001, s katero so zamenjali razpuščeni 41. lovski letalski polk. Glavna enota v bazi je trenutno 41. lovski taktični skvadron, ki uporablja lovce MiG-29.